# Irgalem
Irgalem (Amhaars: ይርጋለም met variante spelling Yrgalam, Yrgalem en Yrga Alem; alternatieve namen zijn onder meer: Abosto, Dalle) is een stad in de Ethiopische zuidelijke regio. In 2005 telde Irgalem 43.815 inwoners.